# Almindelig havre
Almindelig Havre (Avena sativa) er et 50-120 cm højt græs, der som andre korn-arter dyrkes som fødemiddel for dyr og mennesker.

## Beskrivelse
Almindelig havre er en étårig plante med en tuedannende vækstform. Bladene er linjeformede og bløde i forhold til mange andre græsser. Bladenes over- og underside er ensfarvet grågrøn. Blomsterne er samlet i småaks, der sidder for enden af særlige stængler. De enkelte blomster er reduceret til støvdragere eller støvfang. De blomsterbærende stængler er oprette og hæver sig højt over tuen. Planten blomstrer i juni-juli. Frøene modner godt i Danmark.
Havre bliver typisk omkring 1 meter høj. I en havremark er der cirka 200 planter pr. kvadratmeter, og hver plante danner 1-5 strå.
Havre er meget næringsrig, og havrens proteinkvalitet er højere end de fleste andre kornsorters på grund af et højt indhold af lysin. Havre er især rig på tiamin (B1-vitamin), vitamin E og vitamin K samt mineraler som jern, calcium, magnesium, fosfor, zink, kobber og kisel. Havren indeholder desuden stoffet betaglukan, som blandt andet er forbundet med reduceret insulinresistens, blodtryk og kolesterol. Havre har det højeste fedtindhold af de almindelige kornsorter og harsker derfor let og bliver uspiselig. Havren har et højt indhold af løse fibre, der kan danne slim, og en hård ydre celluloseskal, som fjernes, før den bruges i madlavning.

## Nøjsomhed
Havren er den mest nøjsomme af de fire oprindelige kornarter. Den var oprindeligt et ukrudt i marker med byg, men man foretrak havren på grund af dens evne til at klare sig – selv i våde, kolde somre.

## Oprindelse
Almindelig havre har været dyrket siden bronzealderen, men plantens præcise oprindelsessted kendes ikke. I modsætning til hvede, byg og rug, der er opstået som kornarter i den frugtbare halvmåne i det østlige Tyrkiet og Irak, menes havre at være opstået som kornart i Europa.

## Anvendelse
Havren anvendes dels som et energirigt foder til heste, dels i form af valsede flager som fødemiddel for mennesker.
Af havre fremstilles følgende produkter:
- Havregryn (valset havre).
- Havredrik.
- Havregrynskager.
- Havreøl (så vidt vides kun i England).

Havreslim har længe været brugt i behandling af mavepine.
Der er videnskabeligt belæg for, at havres indhold af beta-glucan kan sænke kolesterolindholdet i blodet. Det er gavnligt for at forebygge hjertekarsygdomme. Effekten opnås ved et dagligt indtag af tre gram beta-glucan. I EU er det tilladt at anprise denne sundhedseffekt på fødevarer, hvis en portion indeholder mindst ét gram beta-glucan. Beta-glucan hører til gruppen af kostfibre. Indholdet af beta-glucan i havrekorn er typisk omkring 5 % af kornets tørvægt.